# 小行星17428
小行星17428（17428 Charleroi）是一颗绕太阳运转的小行星，为主小行星带小行星。该小行星于1989年2月19日发现。

## 轨道参数
小行星17428的轨道半长轴为588 155 018 km，3.9315175 UA，离心率为0.114。